# Turmalina
Turmalina – trzeci album studyjny urugwajskiej piosenkarki i aktorki Natalii Oreiro wydany w 2002 roku.

## Lista utworów
| #             | Tytuł                                 | Autorzy                                     | Produkcja                            | Czas |
| ------------- | ------------------------------------- | ------------------------------------------- | ------------------------------------ | ---- |
| 1.            | „No Soporto“                          | Andrés Múnera, Fernando "Toby" Tobón        | Kike Santander, Múnera, Tobón        | 3:27 |
| 2.            | „Que Digan Lo Que Quieran“            | K. Santander                                | K. Santander, Múnera, Tobón          | 3:55 |
| 3.            | „Amor Fatal“                          | José Luis Arroyave, Giovani Correa          | K. Santander, Múnera, Tobón          | 3:07 |
| 4.            | „Alas De Libertad“                    | Natalia Oreiro, Marcelo Wengrovsky          | K. Santander, Daniel Betancourt      | 4:12 |
| 5.            | „Canto Canto“                         | K. Santander, Gustavo Santander, Arroyave   | K. Santander, Múnera, Tobón          | 3:08 |
| 6.            | „Cayendo“                             | Oreiro, José Gaviria, Múnera, Tobón         | K. Santander, Múnera, Tobón          | 3:08 |
| 7.            | „Por Verte Otra Vez“                  | K. Santander                                | K. Santander, Múnera, Tobón          | 3:27 |
| 8.            | „Cuesta Arriba, Cuesta Abajo“         | Coti Sorokin, Matías Sorokin                | K. Santander, Múnera, Tobón, Gaviria | 3:41 |
| 9.            | „No Va Más“                           | Tulio Cremisini, K. Santander, G. Santander | K. Santander, Múnera, Tobón          | 3:14 |
| 10.           | „Pasión Celeste“                      | Jaime Roos, Raúl Castro                     | Roos                                 | 3:39 |
| 11.           | „Mar“                                 | Oreiro                                      | K. Santander, Múnera, Tobón          | 4:30 |
| EDYCJA CZESKA |                                       |                                             |                                      |      |
| #             | Tytuł                                 | Autorzy                                     | Reżyser                              | Czas |
| 12.           | „Que Digan Lo Que Quieran“ (teledysk) | K. Santander                                | Nahuel Lerena                        | 4:52 |